# Martigny (Aisne)
Martigny is een gemeente in het Franse departement Aisne (regio Hauts-de-France) en telt 460 inwoners (1999). De plaats maakt deel uit van het arrondissement Vervins. Er is een station en het heeft een klein oorlogsmuseum.

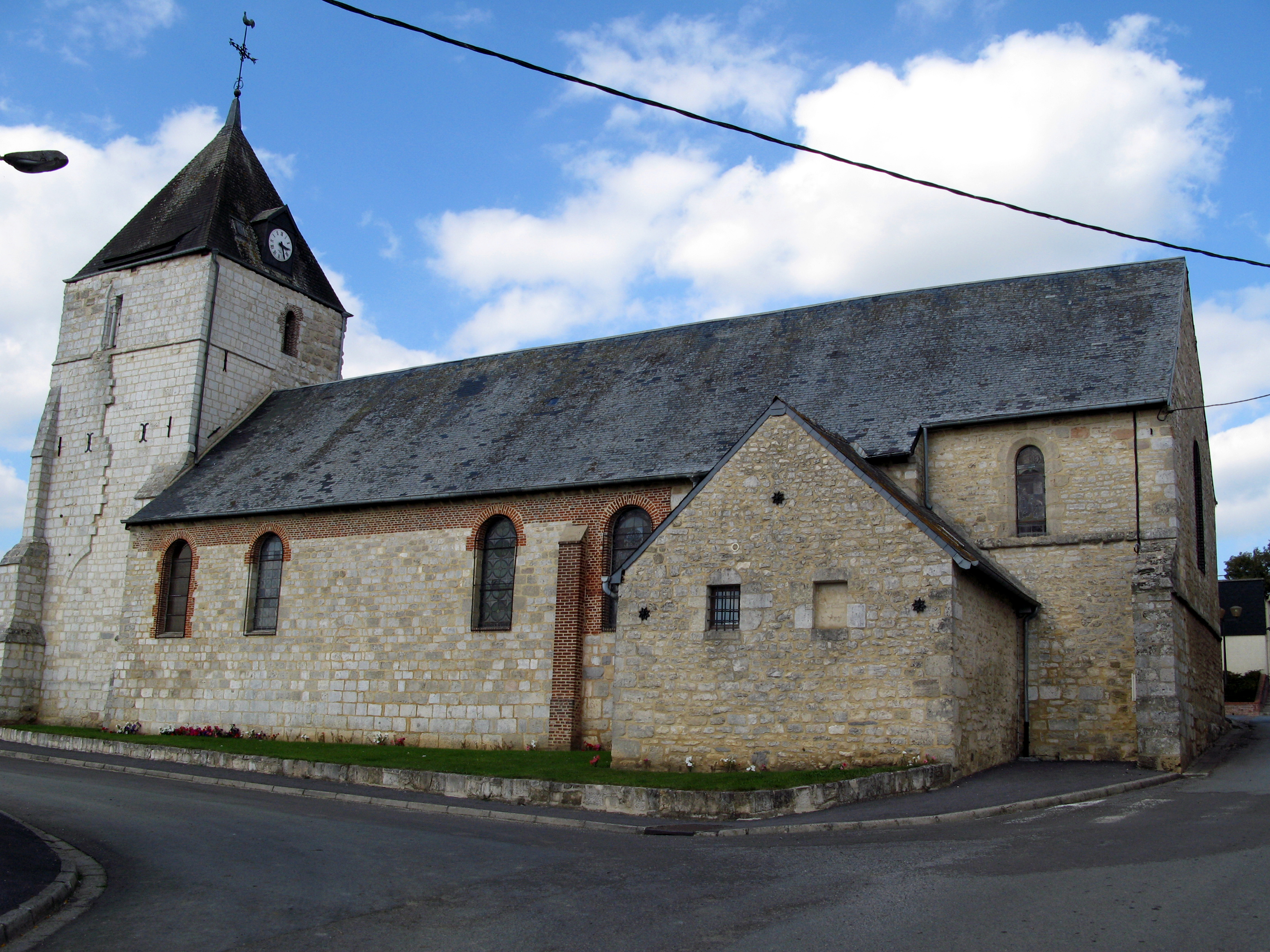
Kerk van Martigny
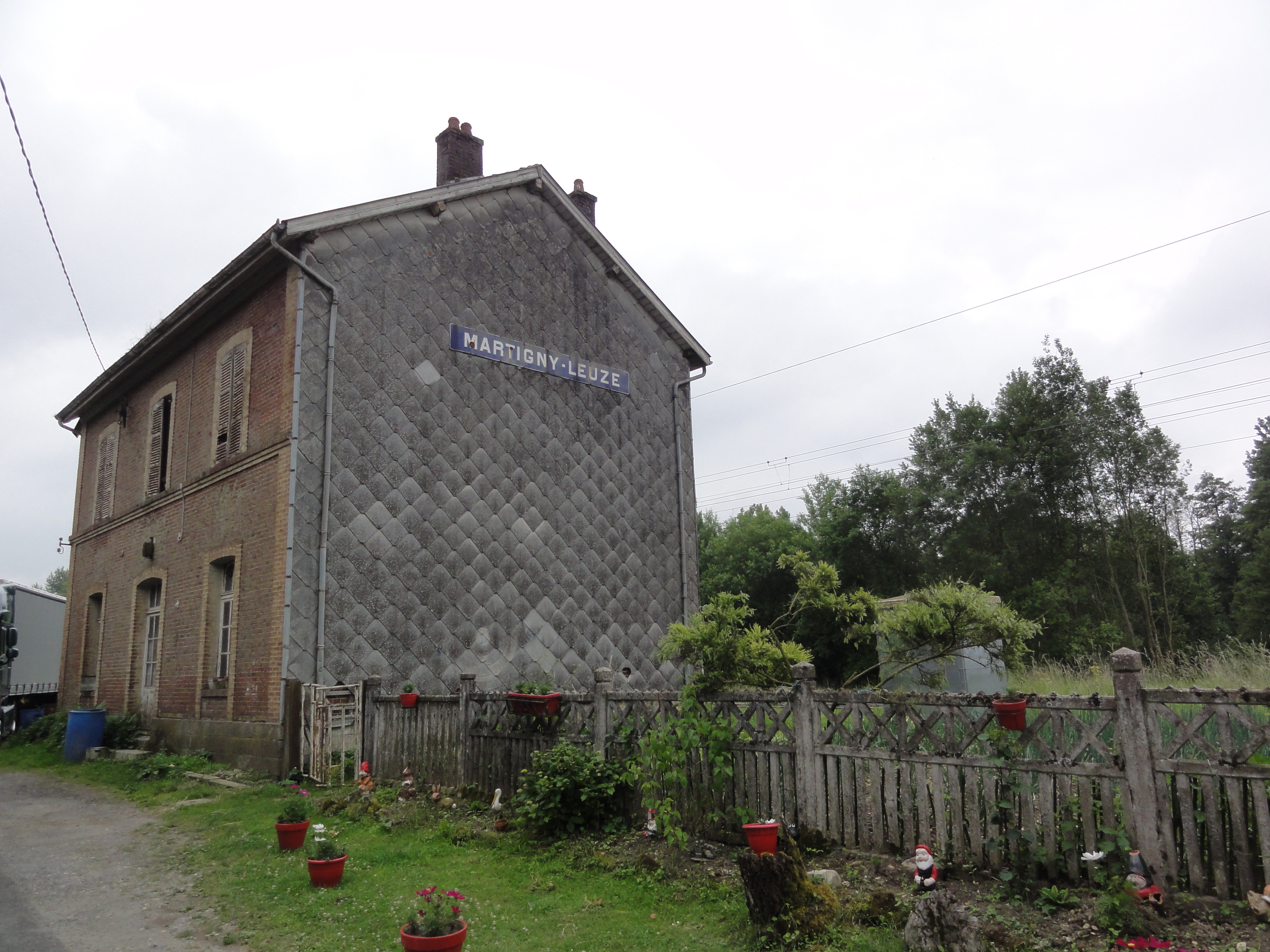
Voormalig station Martigny-Leuze
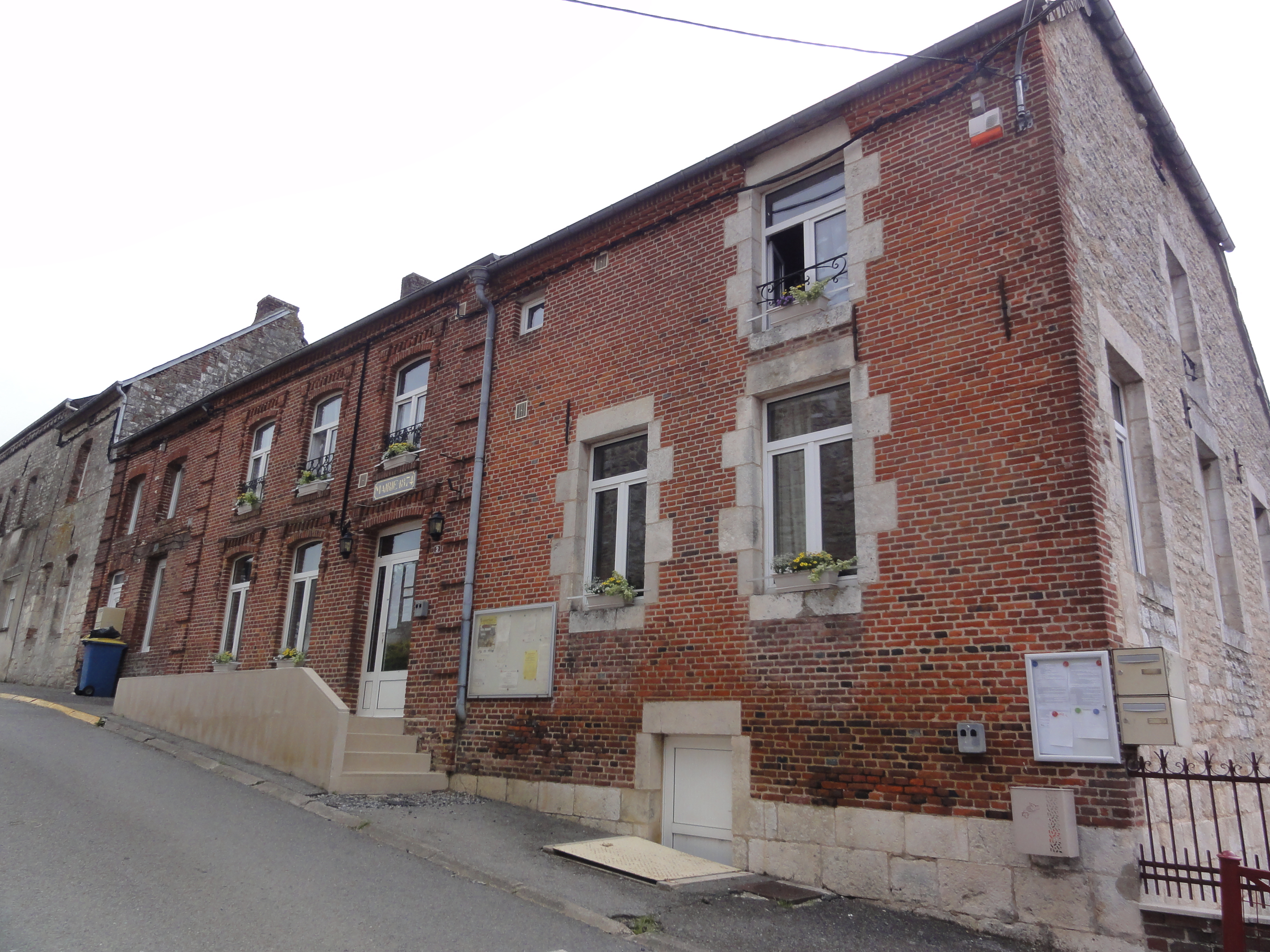
Gemeentehuis

## Geografie
De oppervlakte van Martigny bedraagt 16,9 km², de bevolkingsdichtheid is 27,2 inwoners per km².
De onderstaande kaart toont de ligging van Martigny (Aisne) met de belangrijkste infrastructuur en aangrenzende gemeenten.

## Demografie
Onderstaande figuur toont het verloop van het inwonertal (bron: INSEE-tellingen).

Vanwege een beveiligingsprobleem met de MediaWiki Graph-software is het momenteel niet mogelijk deze grafiek weer te geven. Zodra de software is bijgewerkt zal de grafiek vanzelf weer zichtbaar worden.